# Ligne terminale
La ligne terminale est la ligne osseuse constituant l'ouverture supérieure du pelvis.
Elle est constituée de :
- la crête pubienne,
- le pecten du pubis,
- la ligne arquée de l'ilion,
- l'aile du sacrum,
- et du promontoire du sacrum.

Elle sépare le petit bassin du grand bassin.